# Kantonsschule Enge

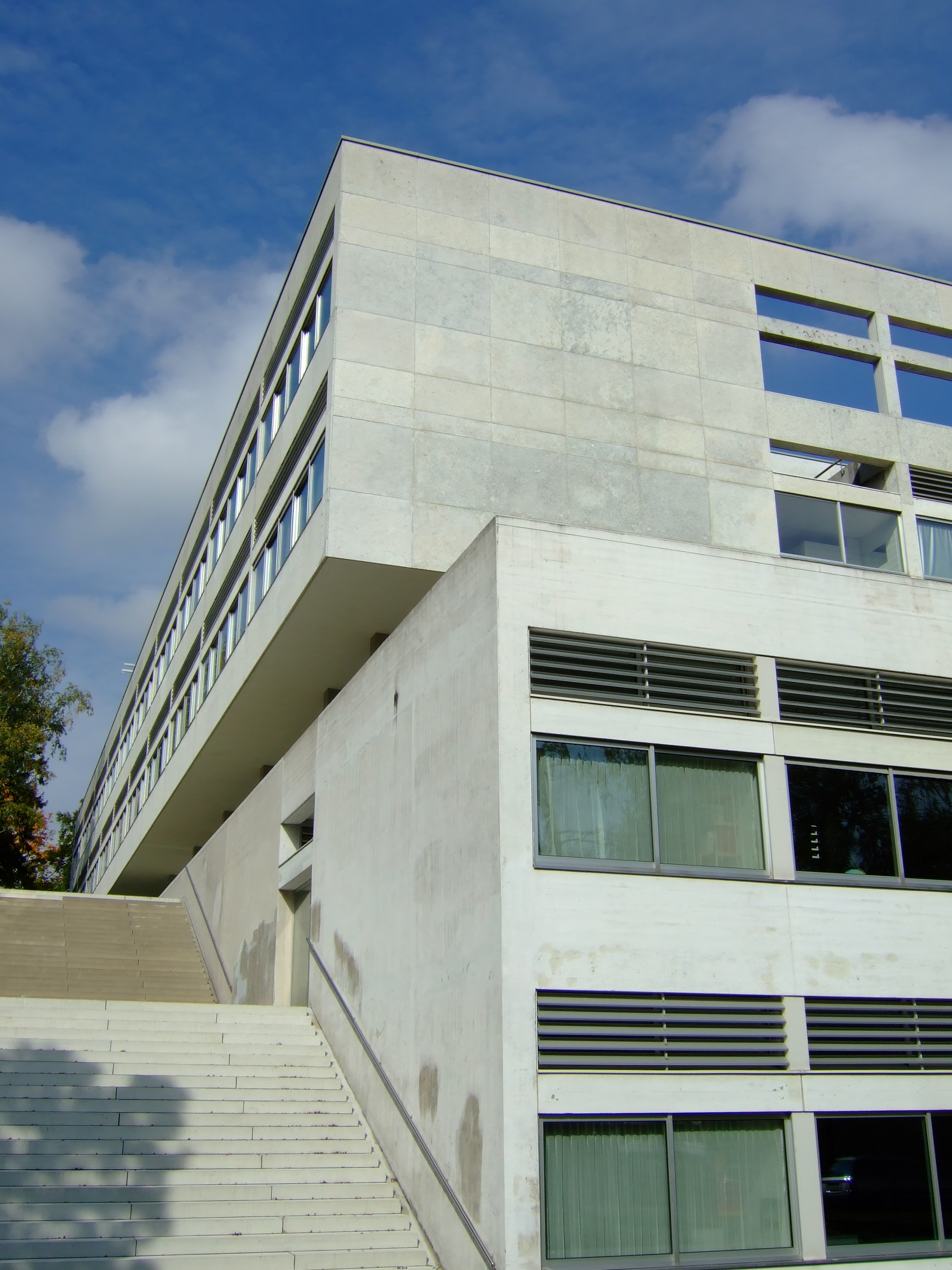
Sicht auf die Kantonsschule Enge von der Steinentischstrasse aus

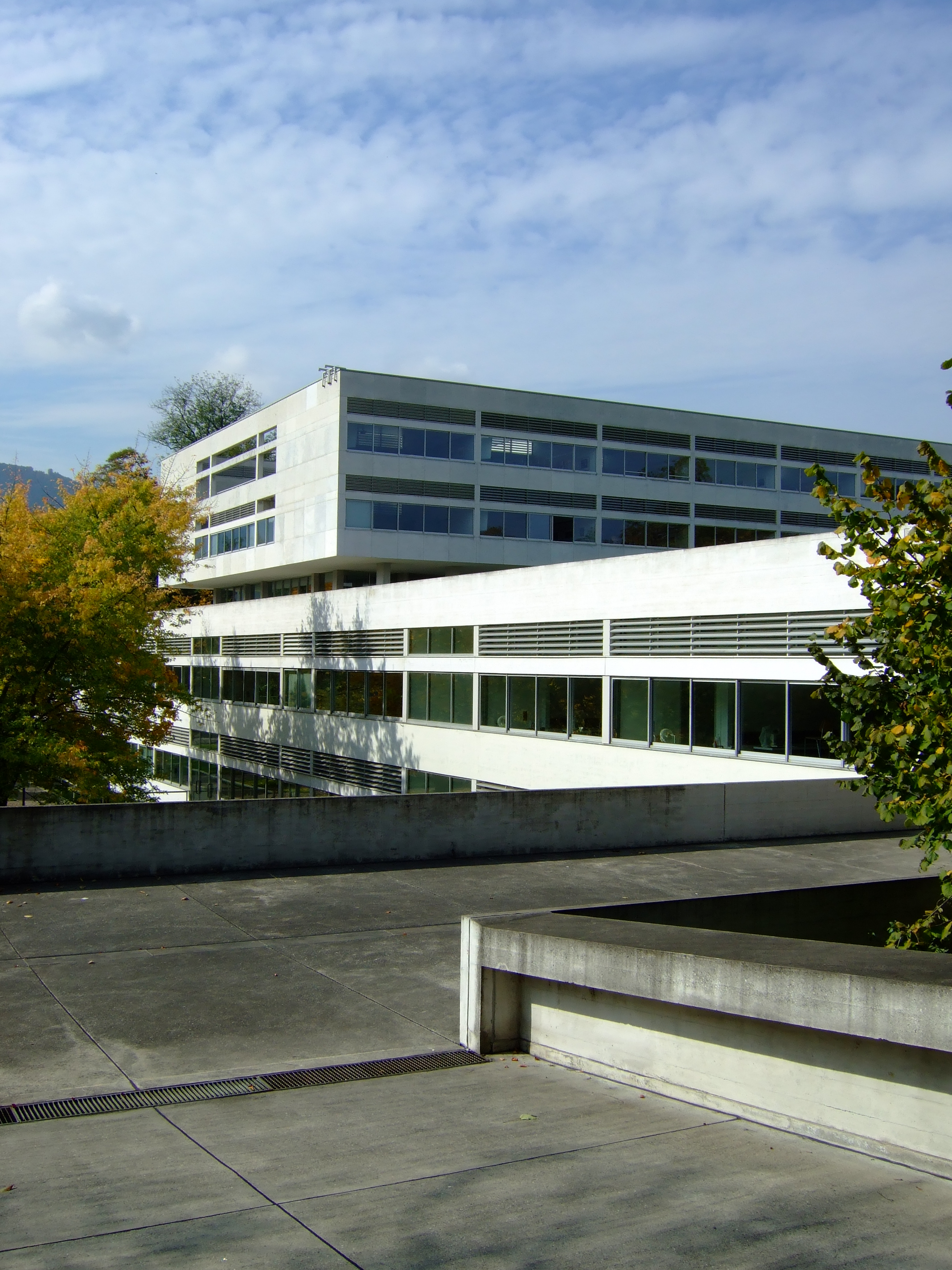
Blick auf das Hauptgebäude und den gemeinsam mit der Kantonsschule Freudenberg genutzten Trakt der Naturwissenschaften

Die Kantonsschule Enge (KEN) in Zürich ist ein öffentliches Gymnasium des Kantons Zürich. Im Volksmund wurde die Schule früher nach ihrer alten Bezeichnung als «Kantonale Handelsschule Zürich» auch als «Handeli» bezeichnet. Sie teilt sich mit der Kantonsschule Freudenberg die Schulhausanlage Freudenberg, die zu den bedeutendsten Werken der schweizerischen Architektur in der zweiten Hälfte des 20. Jahrhunderts gehört.

## Lehrgänge
Die Kantonsschule Enge bietet als Kurzzeitgymnasium vierjährige Lehrgänge mit eidgenössisch anerkannter Maturität in den Profilen «Wirtschaft und Recht», «Neue Sprachen» sowie «Philosophie, Pädagogik und Psychologie» (PPP) an. Daneben führt sie weiterhin eine Handelsmittelschule (HMS). Diese Ausbildung schliesst mit dem eidgenössischen Fähigkeitszeugnis Kauffrau/Kaufmann (EFZ) und der kaufmännischen Berufsmaturität ab. Die HMS umfasst drei Vollzeit-Schuljahre und ein einjähriges Berufspraktikum in einer Unternehmung.

### Profil Wirtschaft und Recht
Das Profil Wirtschaft und Recht beinhaltet neben den modernen Sprachen Französisch und Englisch bzw. Italienisch im Schwerpunktfach eine breite Allgemeinbildung in ökonomischen und juristischen Bereichen. Dazu kommt wie in allen Maturitätsprofilen eine Grundausbildung in den Natur-, Geistes- und Sozialwissenschaften. Ein breites Angebot an Ergänzungs- und Wahlfächern ermöglicht eine weitere individuelle Ausgestaltung des Lehrganges. Innerhalb dieses Profils besteht ein Immersionslehrgang mit den Sprachen Deutsch und Englisch, der mit zweisprachiger Maturität abschliesst.

### Profil Neue Sprachen
Der Schwerpunkt des Profils «Neue Sprachen» liegt in den modernen Fremdsprachen. Neben Deutsch, Französisch und Englisch können Italienisch, Spanisch oder Russisch als Schwerpunktfach gewählt werden. Aus der Sprachengruppe Englisch, Französisch und Italienisch müssen mindestens zwei als Grundlagenfächer gewählt werden. Dazu kommt wie in allen Maturitätsprofilen eine Grundausbildung in den Natur-, Geistes- und Sozialwissenschaften. Ein breites Angebot an Ergänzungs- und Wahlfächern ermöglicht eine weitere individuelle Ausgestaltung des Lehrganges.

### Profil Philosophie, Pädagogik und Psychologie (PPP)
Dieses Profil positioniert sich interdisziplinär zwischen den zwei Fachrichtungen Philosophie sowie Pädagogik/Psychologie und stellt den Mensch und seine Interaktion mit der Umwelt ins Zentrum. Dieses Profil kann sowohl mit Französisch als auch mit Italienisch als Grundlagenfach gewählt werden.

### Akzent Campus
Innerhalb der Profile Wirtschaft und Recht sowie Neue Sprachen mit Spanisch besteht die Möglichkeit, sich in eine sog. Akzentklasse zuteilen zu lassen. Der «Akzent Campus» (bis 2024 «Internationale Zusammenarbeit und Nachhaltigkeit») setzt einen Schwerpunkt auf die Thematik der Nachhaltigkeit und der Zusammenarbeit. Anders als in den anderen Lehrgängen folgt der Stundenplan dem neuartigen Unterrichtsmodell des sogenannten Phasenunterrichts. Die Schülerinnen und Schüler arbeiten dabei ganztags in der Schule und werden auch in der Lernzeit betreut. Die Semester werden in drei Phaseneingeteilt, zwischen denen der Stundenplan und die unterrichteten Fächer variieren. Jede Phase schliesst mit einer Prüfungswoche ab. Da während der Phasen weniger Fächer unterrichtet werden als im Regelunterricht und keine Prüfungen stattfinden, soll eine stärkere Fokussierung und vertiefte Auseinandersetzung mit den unterrichteten Themen stattfinden.

### Handelsmittelschule (HMS)
Dieser Ausbildungsgang besteht aus einer dreijährigen schulischen Ausbildung und einem einjährigen Berufspraktikum in einem Unternehmen. Der Schwerpunkt der schulischen Ausbildung liegt in der Vermittlung einer grundlegenden breiten Allgemeinbildung mit Schwerpunkten in den Wirtschaftsfächern, der Informatik sowie in den modernen Sprachen Deutsch, Französisch, Englisch und Italienisch bzw. Spanisch. Der Ausbildungsgang schliesst mit einem eidgenössischen Fähigkeitszeugnis Kauffrau/Kaufmann und der kaufmännischen Berufsmaturität ab. Im Gegensatz zu den Maturitätslehrgängen ist die Berufsbefähigung und nicht die akademische Reife Ziel dieser Ausbildung. Die Berufsmaturität ermöglicht jedoch den Zugang zu den Fachhochschulen.

### Freifächer
In allen Profilen werden im Freifachangebot die Sprachen Arabisch, Chinesisch, Japanisch und Russisch angeboten. Ebenfalls ist eine freiwillige Vertiefung in den musischen und sportlichen Bereichen sowie im Journalismus, Theater und Tanz möglich.

## Geschichte

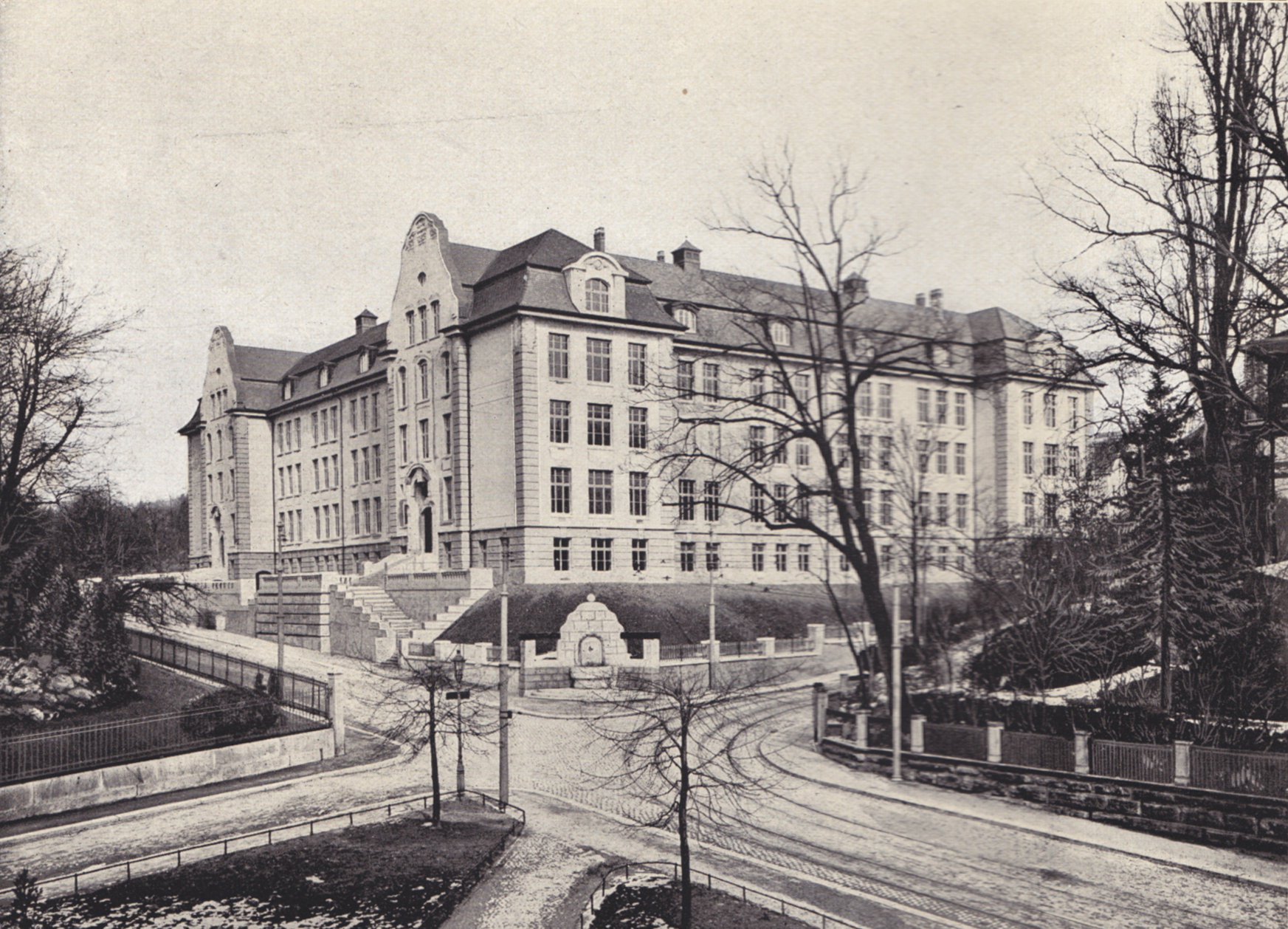
Das Gebäude der «Neuen Kantonsschule» an der Rämistrasse beherbergte bis 1959 unter anderem die Kantonale Handelsschule Zürich

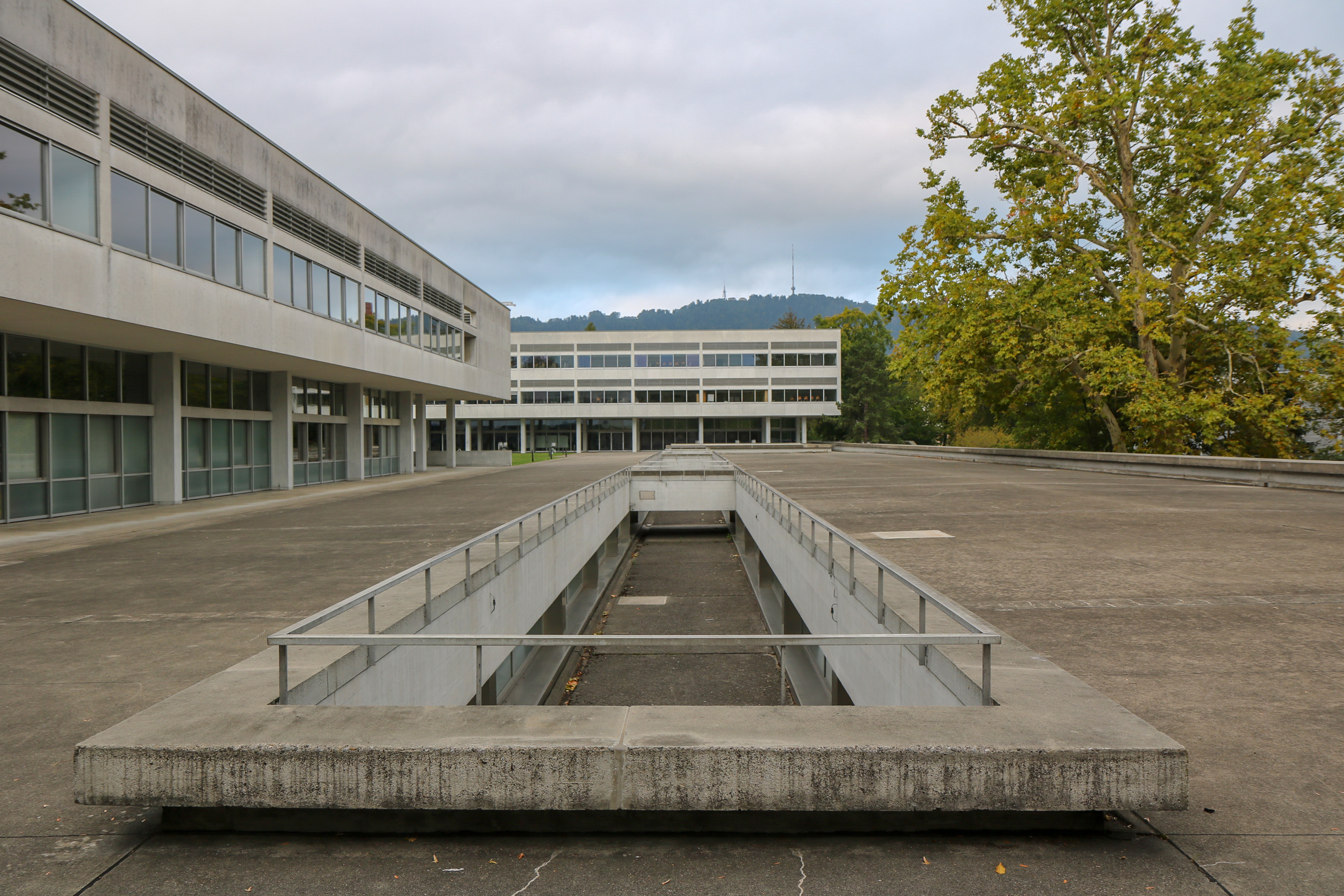
Blick auf die beiden Schulhäuser in der Kantonsschulanlage Freudenberg: im Hintergrund das Gebäude der Kantonsschule Enge, links das Gebäude der Kantonsschule Freudenberg

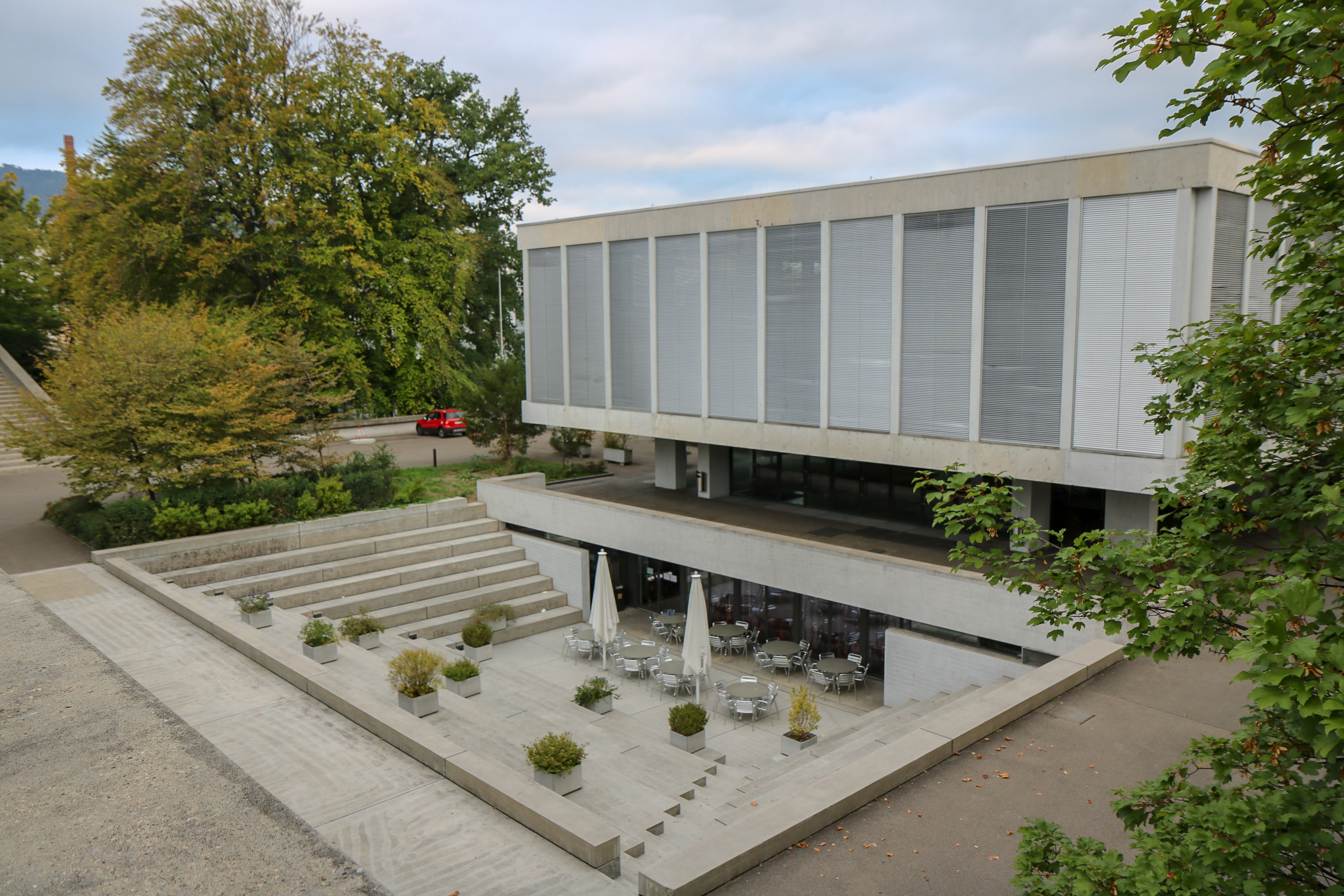
Die Aula der beiden Kantonsschulen Freudenberg-Enge

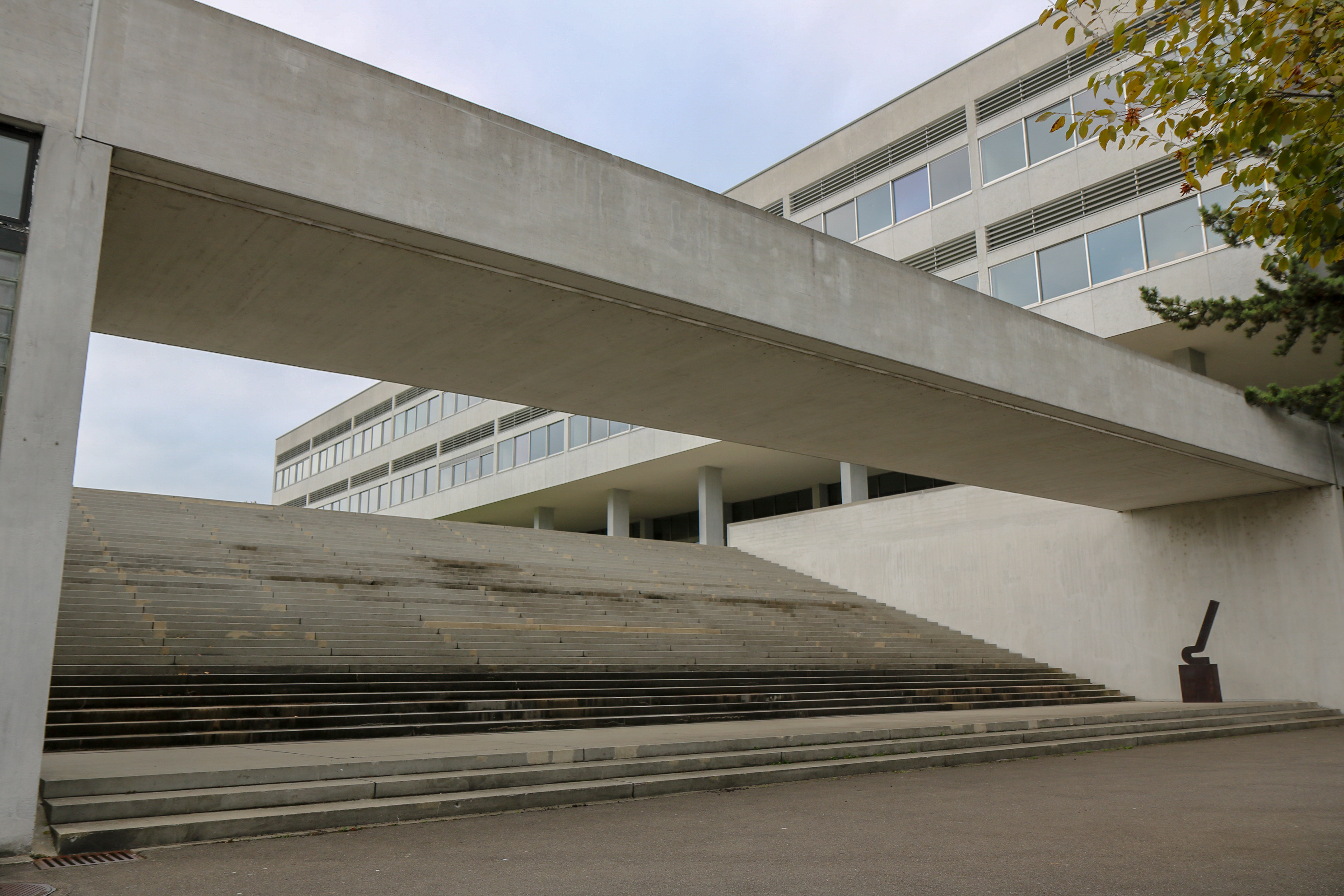
Die grosse Treppe beim Aufgang von der Aula zur Kantonsschule Enge

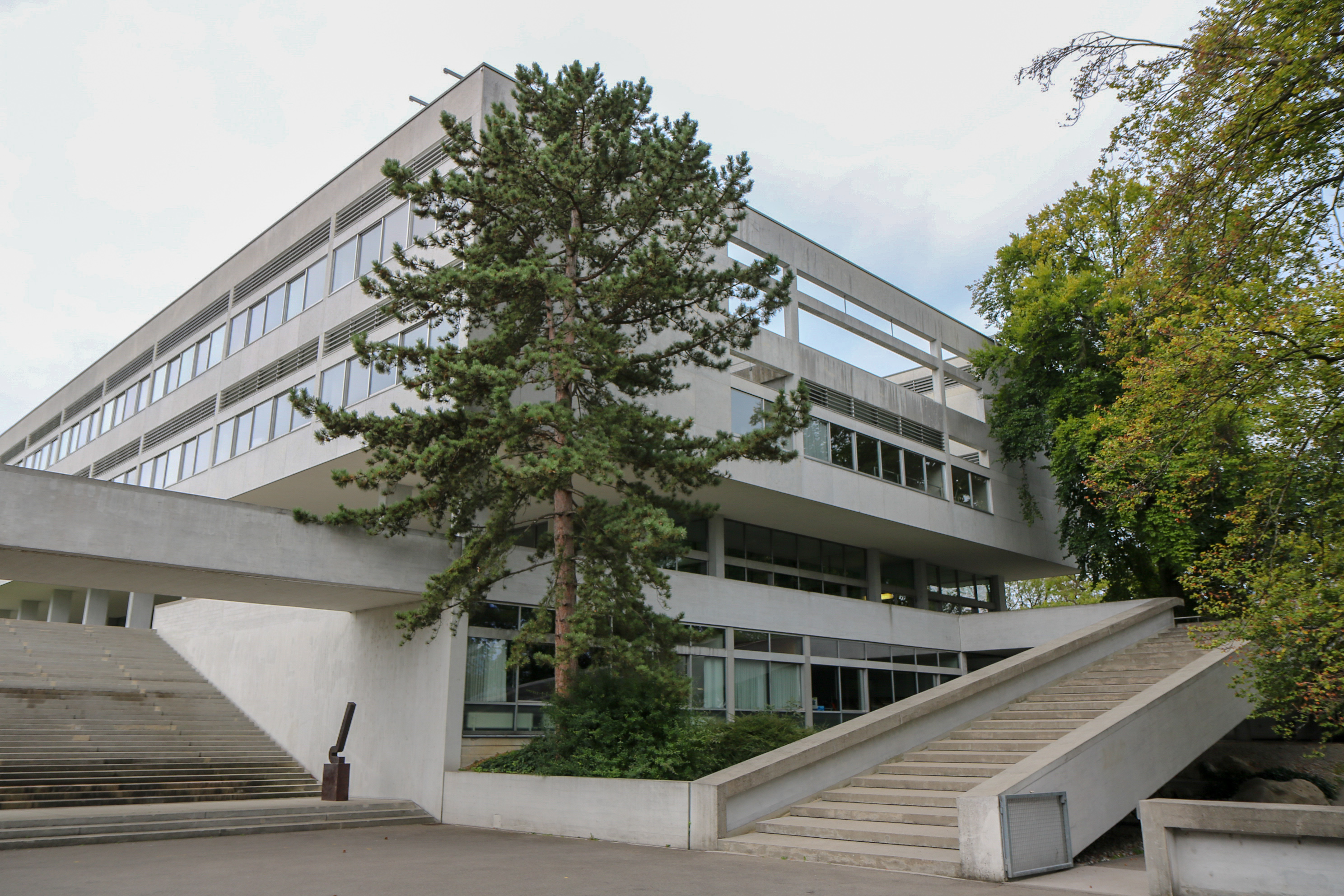
Blick auf das Schulhaus der Kantonsschule Enge von der Aula

Die heutige Kantonsschule Enge geht auf die Industrieschule zurück, eine der zwei Abteilungen der ehemaligen Kantonsschule Zürich, die am 22. April 1833 gegründet wurde. Ab 1842 bestand innerhalb der Industrieschule ein spezieller «merkantilistischer», d. h. kaufmännischer Zweig. Gemäss dem Unterrichtsgesetz von 1859 sollte sich die Industrieschule vor allem an Schüler richten, «welche sich technischen oder kaufmännischen Berufsarten widmen». 1867 wurden die beiden unteren Klassen der Industrieschule abgeschafft, da die inzwischen stark ausgebauten Sekundarschulen diese ersetzten. Im Unterschied zum Gymnasium – der anderen Abteilung der Kantonsschule – führte deshalb der Weg in die Industrieschule über die Sekundarschule. 1904 beschloss der Regierungsrat des Kantons Zürich die organisatorische Abtrennung der kaufmännischen Abteilung der Industrieschule als «Kantonale Handelsschule Zürich», um gemäss Bundesbeschluss über die Förderung der kaufmännischen Bildung vom 15. April 1891 in den Genuss von Bundessubventionen zu kommen. Aus dem Rumpf der Industrieschule entstand 1928 die Oberrealschule und schliesslich das Mathematisch-naturwissenschaftliche Gymnasium. Der damalige Rektor der Industrieschule, Fritz Hunziker, wurde der erste Rektor der Handelsschule Zürich.
Die Handelsschule war zuerst eine vier Jahre dauernde berufsvorbereitende Handelsdiplomschule, die in Konkurrenz zur berufsbegleitenden Lehrlingsausbildung des Kaufmännischen Vereins (KV) stand. Sie konzentrierte sich aber ganz auf die theoretische Ausbildung und die Vermittlung eines breiten Allgemeinwissens. 1917 wurde die Ausbildung durch eine Handelsmaturitätsschule ergänzt. Die Schüler mussten sich nach dem zweiten Schuljahr für den Diplom- bzw. Maturitätszweig entscheiden. 1964 erfolgte eine Reorganisation des Lehrgangs mit dem Ziel, die Handelsmaturitätsschule zu einem Wirtschaftsgymnasium mit eidgenössisch anerkannter Maturität auszubauen. Seither entschieden sich die Schüler beim Eintritt für den Diplom- bzw. Maturitätstyp. Die Durchlässigkeit des Systems war insofern gewährleistet, als dass Absolventen der Handelsschule mit genügend hohem Notenschnitt in einer drei Semester dauernden Übergangsklasse ebenfalls die Maturität erlangen konnten. Für den Zugang zu den Hochschulen mussten allerdings bis 1974 teilweise noch Zusatzprüfungen abgelegt werden, da die Maturität nur kantonal anerkannt war. Als älteste und wichtigste Wirtschaftsschule war die alte «Handeli» jahrzehntelang eine der wichtigsten wirtschaftlichen Kaderschmieden im Kanton Zürich.
1959 bezog die Kantonale Handelsschule mit rund 700 Schülern zusammen mit einem Teil des Realgymnasiums (heute Kantonsschule Freudenberg) die neu errichtete Schulhausanlage Freudenberg im Quartier Enge. Sie führte danach die Bezeichnung «Kantonale Handelsschule Freudenberg», während das Realgymnasium als «Gymnasium Freudenberg» auftrat.
1972 wurde anlässlich einer Reform der eidgenössischen Maturitäts-Anerkennungsverordnung das Wirtschaftsgymnasium als Maturitätstypus E mit freiem Zugang zu allen schweizerischen Universitäten anerkannt. 1974 erreichte der Kanton Zürich die Anerkennung seiner kantonalen Wirtschaftsgymnasien. Im Zug der Einführung von neuen Bezeichnungen für die dezentralisierte ehemalige Kantonsschule Zürich wies der Regierungsrat der heutigen Kantonsschule Enge 1972 die Bezeichnung «Wirtschaftsgymnasium und Handelsschule Freudenberg» zu, führte dann aber 1976–1980 die umständliche Bezeichnung «Kantonsschule Freudenberg, Wirtschaftsgymnasium und Handelsschule» ein.
1976 übernahm der Kanton Zürich die Töchterschulen von der Stadt Zürich und führte gleichzeitig die Koedukation in allen Mittelschulen ein. Im Schuljahr 1976/77 starteten deshalb die ersten geschlechtergemischten Jahrgänge in der Handelsschule und dem Wirtschaftsgymnasium. 1979 wurden schliesslich die beiden wirtschaftsorientierten Ausbildungsgänge durch ein neusprachliches Profil (Typus D) ergänzt. Um das Wirtschaftsgymnasium besser von der heutigen Kantonsschule Freudenberg mit Langgymnasium und sprachlichem Profil abzuheben, bewilligte der Kanton Zürich gleichzeitig die Umbenennung des Wirtschaftsgymnasiums mit Handelsschule in «Kantonsschule Enge» per 1980. Mit der Einführung der Wirtschaftsmaturität sank der Anteil der Handelsschule an der Gesamtzahl der Schüler stetig. Noch im Schuljahr 1981/82 bildeten 330 Handelsschüler 17 Klassen, während im Schuljahr 2008/09 noch 120 Schüler des Typus HMS+ in 6 Klassen eingeteilt sind. Dem stand ein starkes Wachstum der Abteilungen der Wirtschaftsmaturität und der Abteilung Neue Sprachen gegenüber, so dass sich seit 1980 die Gesamtschülerzahl konstant zwischen ca. 900 und 1000 Personen bewegt.
Im August 2001 nahm die Kantonsschule Enge einen neuen Ausbildungsgang in ihr Programm auf. Die Informatikmittelschule (IMS) kombinierte eine Berufsfachschule für Applikationsentwicklung mit allgemein bildenden und wirtschaftlichen Fächern. Die vierjährige Ausbildung schloss an die Sekundarschule an und umfasste ähnlich wie die HMS drei Jahre Vollzeitschule und ein Praxisjahr. Sie führte zum eidgenössischen Fähigkeitszeugnis in Informatik und der kaufmännischen Berufsmaturität. Die Informatikmittelschule wurde 2012 aus Spargründen am Standort Enge eingestellt und in der Kantonsschule Hottingen zentralisiert.
Auf das Schuljahr 2024/25 wurde das Profil «Philosophie, Pädagogik und Psychologie» (PPP) eingeführt.
Die Kantonsschule Enge gehört heute mit rund 1000 Schülern sowie 150 Lehrerpersonen zu den grösseren Mittelschulen im Kanton Zürich.

## Schülerorganisation der Kantonsschule Enge (SO KEN)
Die SO KEN ist ein Verein, der von Schülern der Kantonsschule Enge geführt wird und hauptsächlich die Organisation von speziellen Anlässen für die Schülerschaft übernimmt.

## Verein Ehemaliger der Kantonsschule Enge
Der Verein Ehemaliger der Kantonsschule Enge Zürich existiert seit über 100 Jahren und zählt heute ca. 2‘500 ehemalige Absolventen der Kantonsschule Enge und der ehemaligen Kantonalen Handelsschule. Die Zielsetzung des Vereins ist es, den Zusammenhalt der Schulabsolventen zu fördern und eine Plattform zur Verfügung zu stellen, um die bestehenden Netzwerke zu pflegen und neue aufzubauen. Daneben sollen aber auch der Kontakt zur Schule aufrechterhalten und konkrete Schulprojekte finanziell unterstützt werden.
Im vierteljährlich erscheinenden Vereinsorgan «m – menschen – meinungen – mitteilungen» werden Berichte aus ehemaligen Klassen, aus der Schule und über die Schule sowie aktuelle Beiträge zu wirtschaftlichen oder politischen Themen publiziert, geschrieben von Ehemaligen der KEN.
Eine weitere Aktivität sind die regelmässig durchgeführten Kontaktapéros. Hier berichten Ehemalige der KEN über ihre berufliche Laufbahn und ihre Tätigkeit. Mit der Veranstaltung „Ehemalige meet maturae et maturi“ beteiligt sich der Verein aktiv am Schulleben der KEN. Am Berufs- und Studientag für die 4. Klassen stehen jeweils vier Ehemalige den Maturanden in einer Podiumsdiskussion für Fragen zu Berufsleben und Karriere zur Verfügung.
Mit bestandener Abschlussprüfung an der KEN wird man automatisch Mitglied des Vereins Ehemaliger. Ein Jahresbeitrag wird nach einem Jahr erhoben.

## kenSing (Ehemaligen-Chor)
Im Dezember 2014 wurde der Chor "kenSing | Alumni-Chor der Kanti Enge" von Ehemaligen der Kantonsschule Enge gegründet. Der Name setzt sich aus dem Kürzel der Kantonsschule Enge (KEN) sowie dem englischen Wort für Singen (sing) zusammen. Aktuell zählt er rund 40 junge Sänger, die jeden Mittwoch zum gemeinsamen Singen und Proben in ihrer ehemaligen Schule zusammenkommen. Mit seinen sozialen Aktivitäten auch neben der Musik stellt kenSing einen wichtigen Treffpunkt dar und vereint Generationen von Studierenden und jungen Berufstätigen aus den verschiedensten Bereichen.
kenSing hat den Ehrgeiz, viele verschiedene Arten von Musik singen zu können. Ihr Repertoire umfasst Spirituals und Gospels, Jazz und Ragtime sowie Musicals und auch traditionelle Schweizer Lieder, darunter diverse A-cappella-Arrangements. Seit April 2016 ist kenSing offiziell ein Verein nach Schweizer Recht und wird ehrenamtlich vom Gründungsvorstand geführt. Musikalisch geleitet wird der Chor von Herrn Dr. Martin Jäger, dem langjährigen Abteilungsleiter Musik der Kantonsschule Enge.

## Kensation
Von 2004 bis 2009 hiess die Maturparty der Kantonsschule Enge Kensation und war gleichzeitig die grösste Maturitätsfeier der Schweiz. Nach der ersten Ausgabe in der Kaserne fanden die Veranstaltungen von 2005, 2006, 2007 und 2009 im X-Tra statt. 2008 wurde sie im Volkshaus durchgeführt.
Aufgrund des erfolgreichen Konzepts fand von 2007 bis 2010 unter dem gleichen Namen die Maturfuer der Gymnasien Köniz-Lerbermatt, Muristalden und Kirchenfeld im berner Bierhübeli statt, wobei diese Schulen sonst in keiner Verbindung zur Kantonsschule Enge stehen.

## Partnerschaften
Die Kantonsschule Enge unterhält verschiedene Partnerschaften im Ausland:
- Sered (Slowakei): Obchodná akadémia Sered
- Bochum (Deutschland): Graf-Engelbert Schule
- San Francisco (USA): St. Ignatius High School, Urban School, University High School, Menlo School (im Rahmen der Städtepartnerschaft San Francisco-Zürich)

## Bekannte Ehemalige
- Roger Schawinski
- Roman Kilchsperger
- Catalin Dorian Florescu
- Nicolas Lindt
- Jürg Marquard
- Rolf Dörig
- Alex Hug
- Ludwig A. Minelli
- Werner Merzbacher
- Reto Lipp
- Paul Appenzeller
- Hans Heinrich Keller
- Theodor Frey
- Friedrich Scheuchzer
- Heinrich Studer
- Silvia Tschui
- Felix Rogner

## Schulleiter

### Rektoren
- Fritz Hunziker, 1904–1907
- Theophil Bernet, 1907–1935
- Oskar Guyer, 1935–1947
- Walter Corrodi, 1947–1962
- Ernst Kilgus, 1962–1968
- Walter P. Schmid, 1969–1982
- Walter Büsch, 1982–1996
- Beat Wüthrich, 1996–2010
- Christoph Wittmer, 2010–2018
- Moritz Spillmann, 2018–

### Prorektoren
- Theophil Bernet, 1904–1907
- Hans Schneider, 1907–1918
- Werner Flury, 1918–1935
- Gottfried Frei, 1935–1951
- Franz Wetterwald, 1951–1958
- Werner Nigg, 1955–1959
- Henri Wild, 1958–1961
- Walter P. Schmid, 1961–1968
- Hansruedi Gassmann, 1968–1987
- Wilfried Bauert, 1970–1989
- Paul Wyss, 1989–1998
- Hans Spuhler, 1987–2004
- Thomas Limacher, 1998–2010
- Christoph Wittmer, 2004–2010
- Beeke Rusch, 2010–2024
- Nicole Brockhaus, 2010–2018
- Stephan Giess, 2010–2022
- Jürg Schüpbach, 2018–2021
- Silvio Stucki, 2022–
- Daniela Schwarz, 2022–
- Dominique Fluri, 2024–

## Lehrer
- Ernst Biedermann (1902–1997), Politiker, Sportlehrer von 1932 bis 1967
- Ernst Kilgus, Ökonom, Handelslehrer 1959–1968
- Hans Künzi, Mathematiker und Politiker, Mathematiklehrer  1952–1958
- Paul Lang, Politiker, Germanist, Lehrer für Deutsch, Englisch und Geschichte 1935–1960
- Kaspar Schnetzler, Germanist und Schriftsteller, Deutschlehrer 1968–2003
- Philippe Wampfler, Deutschlehrer und Autor, 2017–2023